# Luis Palma
Luis Enrique Palma Oseguera (ur. 17 stycznia 2000 w La Ceiba) – honduraski piłkarz występujący na pozycji pomocnika w polskim klubie Lech Poznań oraz w reprezentacji Hondurasu, uczestnik letnich igrzysk olimpijskich.

## Sukcesy
Celtic F.C.
- mistrzostwo Szkocji: 2023/24
- Puchar Szkocji: 2023/24
- Puchar Ligi Szkockiej: 2024/25

Olympiakos SFP
- mistrzostwo Grecji: 2024/25
- Puchar Grecji: 2024/25